# Peter Gotti
Peter Gotti, pseud. Jednooki Pete (ur. 15 października 1939 w Nowym Jorku, zm. 25 lutego 2021 w Butner) – amerykański przestępca, starszy brat byłego bossa nowojorskiej mafijnej rodziny Gambino, Johna Gottiego.

## Życiorys
Peter Gotti był synem Johna i Fannie Gottich. Miał czterech braci, Johna, Gene, Richarda i Vincenta. Jest ojcem Petera Gotti Juniora.
W 1960 roku Peter zaczął pracować dla mafijnej rodziny Gambino. W 1988 stał się jej pełnoprawnym członkiem. Jego brat, John Gotti uważał, że Peter nie miał umiejętności, które pozwalałyby mu na przynależność do Cosa Nostry, przez co zyskał reputację „Najgłupszego Dona”. John wyznaczył go do pełnienia funkcji dozorcy Bergin Hunt and Fish Club i kierowcy Johna i jego brata Gene. W 1989 Peter awansował na stanowisko caporegime. W 2000 r. Peter przyznał, że jest uzależniony od hazardu, co doprowadziło do nieufności ze strony brata, Johna do jego dostępu do rodzinnego funduszu.
Tak jak ojciec, Peter Gotti miał legalną pracę, pracował jako sanitariusz w New York City Department of Sanitation.

### Przejęcie władzy
Mimo iż nikt nie wróżył mu kariery, wkrótce zaczął odgrywać bardziej istotną rolę w rodzinie. W momencie, gdy John i Gene Gotti trafili do więzienia, Peter zaczął przekazywać informacje od przywódców dla reszty rodziny. W 1999 roku bratanek i jednocześnie boss Petera, John A. Gotti został aresztowany i trafił do więzienia, co zaowocowało przejęciem władzy w rodzinie przez Petera. Do pomocy zostali mu wyznaczeni caporegime Nicholas "Little Nick" Corozzo, były rywal Johna Gottiego i John "Jackie Nose" D'Amico, wieloletni współpracownik Gottiego. Trzej gangsterzy utworzyli tzw. „Komitet”, który nadzorował wszystkie operacje prowadzone przez rodzinę. W 2002 po śmierci Johna Gottiego, Peter stał się oficjalnym bossem rodziny Gambino.

### Wyrok i więzienie
W czerwcu 2002, kilka dni przed śmiercią Johna Gottiego, Peter został oskarżony o wymuszanie haraczy. Podczas procesu, prokuratorzy ujawnili, że Peter miał romans z Marjorie Alexander. Alexander oficjalnie zadeklarowała, że jest związana z Peterem. W rezultacie Peter skrytykował swoją dziewczynę, iż niepotrzebnie zwraca na nich uwagę, po czym zerwał z nią kontakt. Jakiś czas po tym zdarzeniu, Marjorie popełniła samobójstwo. W tym czasie żona Petera, Catherine Gotti założyła sprawę o rozwód. Catherine na jednej z rozpraw zaproponowała sędziemu, by zamknąć Petera i wyrzucić klucz.
W 2003 roku Peter Gotti został skazany za wymuszenia, pranie brudnych pieniędzy na terenie Brooklynu i Staten Island oraz za próbę wymuszenia na aktorze Stevenie Seagalu. Został skazany na 20 lat pozbawienia wolności.
W kwietniu 2004 roku wytoczono mu proces zarzucając zlecenie morderstwa rządowego informatora i byłego underbossa rodziny Gambino Salvatore "Byka" Gravano. Otrzymał za to dodatkowo 9 lat i 6 miesięcy więzienia.
W lipcu 2009 roku Peter Gotti został przeniesiony do Metropolitan Detention Center (MDC) w Brooklinie. Jego data wyjścia na wolność określana jest na 5 maja 2032. Podczas swej ostatniej rozprawy adwokat twierdził, że Peter jest ślepy na jedno oko, cierpiał na rozedmę płuc, reumatoidalne zapalenie stawów, depresję i zespół postconcussion.